# Irmandade do Glorioso São Benedito de Bragança
A Irmandade do Glorioso São Benedito de Bragança é uma entidade da sociedade civil, sem fins lucrativos e filiações partidárias, com sede na cidade de Bragança, nordeste do Estado do Pará, que promove ações culturais e auxilia na organização da Festividade de São Benedito, que ocorre entre os dias 18 e 26 de dezembro.
Está sediada no Teatro e Museu da Marujada, no centro da cidade, tendo o seu atual presidente o senhor João Batista Pinheiro (vulgo, Careca). Em 2023, a Irmandade completará 225 anos de existência no dia 03 de setembro.

## História
A Irmandade tem suas origens em fins do período colonial em Bragança, quando do registro do primeiro Compromisso em 1798, após os escravizados locais terem sua demanda atendida para organizarem uma celebração em homenagem a São Benedito.
Já em meados do século XIX, em 1853, um novo Compromisso é feito e confirmado pelo Presidente da Província Ângelo Custódio Correa, garantindo nova institucionalidade para a Irmandade do Glorioso São Benedito de Bragança como uma entidade pública e religiosa perante a Província do Pará.
Em 1947 é elaborado e aprovado um Estatuto para a Irmandade, reorganizando-a como uma sociedade civil no ambiente social e político bragantino.
Nesse contexto, de acordo com o historiador Dário Benedito Rodrigues, percebe-se uma série de tensões entre a Irmandade e os padres Barnabitas, que passaram a comandar a Igreja em Bragança desde 1930 e que queriam controlar os rituais ligados à Festa de São Benedito. Isso deu origem a uma batalha judicial entre os anos de 1969 e 1988, envolvendo a Igreja e a antiga Irmandade, a qual foi extinta ao final do processo ganho pela Igreja.
Mas, apesar de tudo isso, a Irmandade do Glorioso São Benedito foi refundada enquanto sociedade civil, para dar continuidade à tradição da antiga irmandade fundada pelos negros escravizados em 1798.

## Festividade de São Benedito
A Festividade ocorre anualmente no mês de dezembro, entre os dias 18 e 26. Porém, a Festa inicia-se ainda em abril, com a saída das três comitivas de esmolação da Igreja de São Benedito, que percorrem diferentes partes (praias, colônias e campos) da região bragantina. As comitivas retornam à cidade entre o final de novembro e o início de dezembro.
Isso está ligado ao que o historiador Dário Benedito Rodrigues chama de "Ciclo de São Benedito" em Bragança, que engloba todo esse período entre abril e dezembro. E em torno desse ciclo, segundo ele, se percebem os elementos constituintes da identidade bragantina - ou de uma bragantinidade.
No dia 18 de dezembro, a Festividade tem início às 5h com a Alvorada. Neste dia, marujas e marujos vestem roupas azuis - as mulheres, saias azuis e blusas brancas; os homens, calças brancas e camisas azuis. Essa mesma indumentária é usada também no dia 25 de dezembro.
Durante os dias pares da Festividade (18, 20, 22 e 24 de dezembro), ocorre no Barracão da Marujada de São Benedito ensaios gerais das danças da Marujada: Retumbão, Mazurca, Chorado, Valsa, Xote, Roda e Contra-Dança.
E no dia 26 de dezembro, a Festividade tem seu ápice, com leilão, muitas danças da Marujada e a procissão com a imagem de São Benedito, às 16h. Neste dia, marujas e marujos usam o vermelho.

## Marujada
A Marujada de São Benedito é um importante patrimônio cultural negro na região bragantina.
Ela reúne vestimentas, danças, musicalidade e saberes ancestrais de diferentes matrizes formadoras da sociedade brasileira (indígena, afrodiaspórica e europeia) que se ligam a uma expressão local do catolicismo negro em Bragança.
Atualmente, a Marujada de São Benedito de Bragança (PA), bem como outras marujadas existentes na região bragantina (em Augusto Corrêa, Tracuatuea, Quatipuru, Primavera, Capanema e Ananindeua), encontra-se em processo de registro e reconhecimento junto ao Instituto do Patrimônio Histórico e Artístico Nacional (IPHAN) como patrimônio cultural imaterial do Brasil.